# Gunnar Gunnarsson
Gunnar Gunnarsson (Fljótsdalshreppur, 18 de mayo de 1889 – Reikiavik, 21 de noviembre de 1975) fue un escritor islandés.
De seguro es el más importante exponente de la literatura de Islandia, se trasladó joven a Dinamarca. Después de estrenarse con la novela La familia de Borg (1914), produjo sus obras maestras Bienaventurados los simples (1920) y La Iglesia en la montaña (1928).
Después la novela El pájaro negro (1929), regresó a Islandia en 1939.